# Rhopica cornigera
Rhopica cornigera är en tvåvingeart som beskrevs av Schmitz 1927. Rhopica cornigera ingår i släktet Rhopica och familjen puckelflugor. Inga underarter finns listade i Catalogue of Life.